# Lac Rosoy
Lac Rosoy är en sjö i Kanada.   Den ligger i regionen Mauricie och provinsen Québec, i den sydöstra delen av landet, 270 km nordost om huvudstaden Ottawa. Lac Rosoy ligger 230 meter över havet.
I omgivningarna runt Lac Rosoy växer i huvudsak blandskog. Runt Lac Rosoy är det mycket glesbefolkat, med 2 invånare per kvadratkilometer.